# 경상북도성주교육지원청
경상북도성주교육지원청(慶尙北道星州敎育志願廳, Seongju Office of Education)은 경상북도 성주군을 관할하는 경상북도교육청 산하의 교육지원청이다.
교육장은 장학관으로 보한다.

## 산하 기관

### 초등학교
| - 가천초등학교 - 무학분교 - 대가초등학교 - 대동초등학교 | - 도원초등학교 - 선남동부분교 - 벽진초등학교 - 봉소초등학교 | - 선남초등학교 - 성주중앙초등학교 - 성주초등학교 - 수륜초등학교 | - 용암초등학교 - 월항초등학교 - 지방초등학교 - 초전초등학교 |

### 중학교
| - 가천중학교 - 명인중학교 | - 벽진중학교 - 성주여자중학교 | - 성주중학교 - 수륜중학교 | - 용암중학교 - 초전중학교 |